# Sat Film
Niektóre z zamieszczonych tu informacji od 2021-06 wymagają weryfikacji.
 Po wyeliminowaniu niedoskonałości należy usunąć szablon [[Szablon:Dopracować|]] z tego artykułu.
Sat Film – polski operator sieci telewizji kablowej. Firma ma siedziby we Włocławku i w Łodzi. Oferuje telewizję cyfrową, usługi telefonii stacjonarnej i telefonii komórkowej oraz szerokopasmowy dostęp do Internetu.
Jest 8. największym operatorem kablowym pod względem liczby abonentów.

## Usługi

### Telewizja
Firma, podobnie jak inne tego rodzaju sieci kablowe, oferuje ponad 160 kanałów własnej platformy cyfrowej, w tym ponad 120 w jakości High Definition.

### Internet
SAT FILM jest dostawcą internetu w oparciu o technologię DOCSIS, GPON, Wi-Fi, mobilną. Firma oferuje kilka pakietów o różnych przepustowościach (od 10 Mb/s do 1000 Mb/s).

### Telefonia
SAT FILM oferuje też własne połączenia VoIP (Telefonia Taniofon), których koszt jest dużo niższy (szczególnie w ruchu międzymiastowym i międzynarodowym) w porównaniu do operatorów krajowych.

### Usługi mobilne
SAT FILM oferuje również telefonię komórkową i mobilny Internet, oparte na sieci Plus. Usługi oferowane są w taryfach abonament, mix i karta.